# 陈昌生
陈昌生（1959年—），汉族，中华人民共和国政治人物、第十一届全国政协委员。
担任中国华孚贸易发展集团公司国内贸易工程设计研究院总建筑师。2008年，当选第十一届全国政协委员，代表无党派人士，分入第十四组。